# Giovanni Vincenzo Corso
Giovanni Vincenzo Corso (né vers 1490 à Naples en Campanie, mort vers 1545 à Rome) est un peintre italien du XVIe siècle de l'école napolitaine.

## Biographie
Giovanni Vincenzo Corso  a été l'élève de Giovanni Antonio Amati et a été influencé par Le Pérugin, Andrea Sabbatini, et Polidoro da Caravaggio. Par la suite il s'est rendu à Rome où il a collaboré avec Perin del Vaga.
La plupart de ses œuvres  dans les églises de Naples ont été endommagées et retouchées.
Il est mort à Rome en 1545. 

## Œuvres
- Christ portant sa croix, église San Domenico Maggiore, (Naples).
- Adoration des Rois Mages, Basilique San Lorenzo Maggiore (Naples).